# Старослов'янське городище (заповідне урочище)
Старослов'янське городище — заповідне урочище місцевого значення. Об'єкт розташований на території Черкаського району Черкаської області, село Пекарі.
Площа — 5,5 га, статус отриманий у 2002 році.